# Charles Gordon-Lennox (5e duc de Richmond)
Charles Gordon-Lennox, 5e duc de Richmond et 5e duc de Lennox, 5e duc d'Aubigny, (3 août 1791 - 21 octobre 1860), titré comte de Mars jusqu'en 1819, est un pair britannique et un homme politique Conservateur.

## Éducation
Il est le fils de Charles Lennox (4e duc de Richmond), et de Lady Charlotte Gordon. Il fait ses études à Westminster et à Trinity College, à Dublin.

## Militaire de carrière
Richmond (alors que le comte de Mars) sert dans l'état-major de Wellington pendant la Guerre d'indépendance espagnole, au cours de laquelle il se porte volontaire pour rejoindre la 52e régiment d'infanterie (Oxfordshire). Il participe à l'assaut de la forteresse de la ville de Ciudad Rodrigo. Il rejoint officiellement la 52e régiment en 1813, et prend le commandement d'une compagnie à Orthez en 1814, où il est grièvement blessé. La balle de mousquet qui le frappe dans sa poitrine n'a jamais été enlevée. Au cours de la Bataille de Waterloo il est Aide de camp pour le prince d'Orange, et sert comme aide de camp de Wellington. En 1847, il est nommé responsable de l'institution des Militaires Médaille du Service Général, pour tous les survivants des campagnes de 1793 et 1814 (Il y avait seulement jusqu'à présent une Médaille de Waterloo). Il fait campagne pour cette création au Parlement. Il a lui-même reçu la médaille avec huit agrafes.
Le 19 octobre 1817 il réforme le régiment de volontaires; à l'origine levés par le 3e duc en 1797. L'unité aide la cavalerie du régiment de volontaires du Sussex, mais est dissoute en décembre 1827. Richmond est nommé Colonel du régiment d'infanterie de milice du Royal Sussex le 4 décembre 1819, et Colonel de son remplaçant, le régiment d'artillerie du Royal Sussex, à sa formation, en avril 1853.

## Carrière politique
Il siège comme député pour Chichester entre 1812 et 1819. L'année suivante, il succède à son père dans le duché et entre à la Chambre des lords. Il est un adversaire de l'émancipation des catholiques, et à une date ultérieure, un chef de file de l'opposition à la politique de Robert Peel de libre-échange. Il est le président de la société Centrale de Protection Agricole, qui fait campagne pour la préservation des Corn Laws. Bien que vigoureux conservateur et ultra-Tory pendant la plupart de sa carrière, Richmond se fâche avec Wellington sur l'émancipation des catholiques, ce qui l'amène à conduire les Ultras à se joindre à Charles Grey dans la formation d'un gouvernement whig en 1830 (Lang, 1999). Il sert comme maître général des postes entre 1830 et 1834. Il est reçu au Conseil privé en 1830. Il est aussi lord-lieutenant du Sussex entre 1835 et 1860 et est nommé chevalier de la Jarretière en 1829.
En 1836, à la succession du frère de sa mère, le cinquième et dernier duc de Gordon, il prend le nom de Gordon avant celui de Lennox.

## La famille

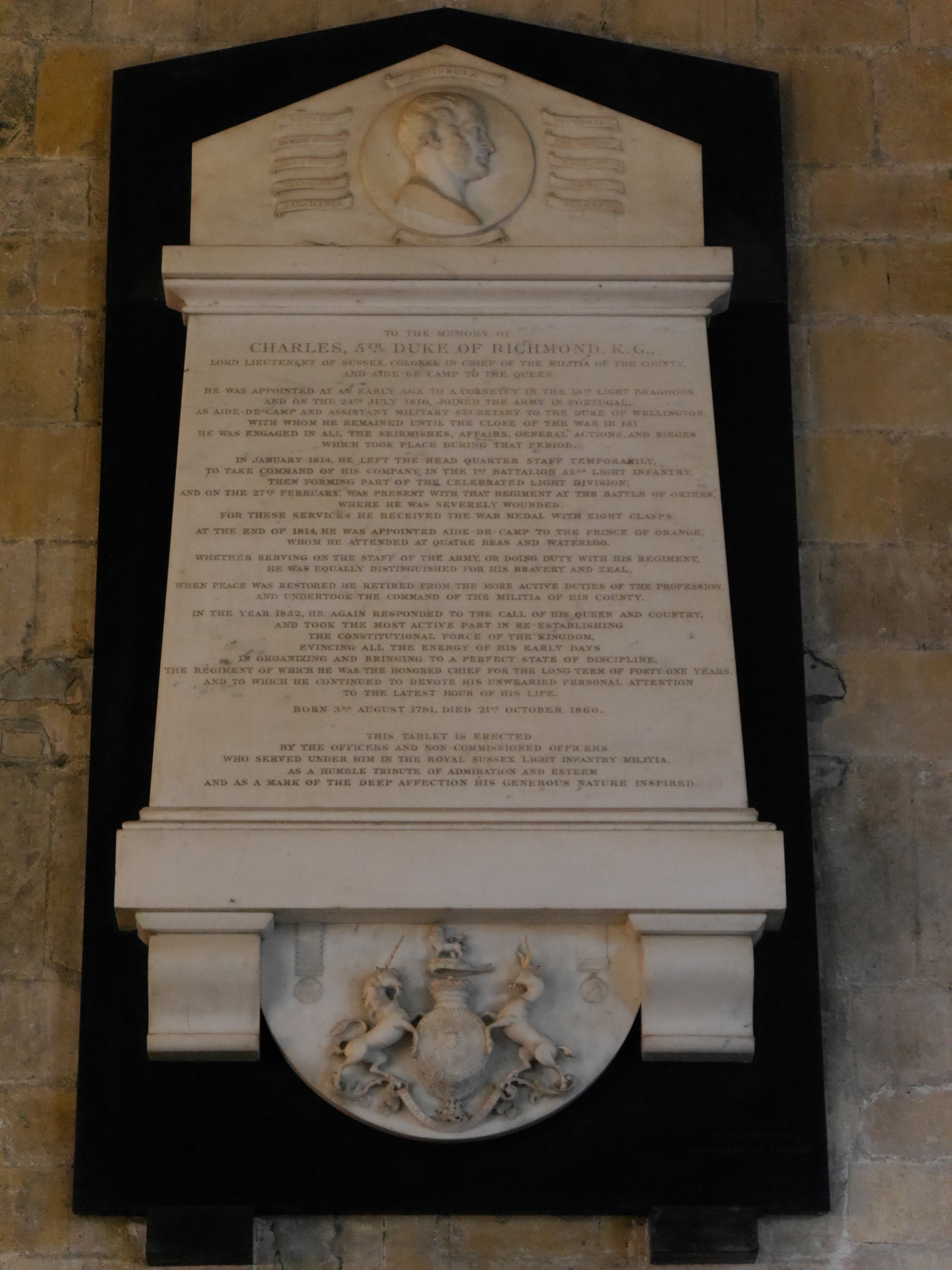
Memorial, Cathédrale de Chichester

Richmond épouse Lady Caroline, fille de Henry William Paget et Lady Caroline Villiers, le 10 avril 1817. Le couple a cinq fils et cinq filles, y compris:
- Charles Gordon-Lennox (6e duc de Richmond) (1818-1903)
- Caroline Amelia Gordon-Lennox (18 juin 1819 – 30 avril 1890), épouse John Ponsonby (5e comte de Bessborough)
- Fitzroy George Charles Gordon-Lennox (11 juin 1820 – mars 1841), mort en mer à bord du SS President
- Rt Hon. Henry Lennox (2 novembre 1821 - 29 août 1886), marié à Amelia Brooman
- Alexander Gordon-Lennox (14 juin 1825 - 22 janvier 1892), marié à Emily Towneley
- Augusta Gordon-Lennox (en) (14 janvier 1827 - 3 avril 1904), marié à Édouard de Saxe-Weimar-Eisenach (1823-1902)
- George Gordon-Lennox (en) (22 octobre 1829 - 27 février 1877), marié à Minnie Palmer
- Cecilia Catherine Gordon-Lennox (13 avril 1838 - 5 octobre 1910), épouse de George Bingham (4e comte de Lucan) ; ils sont les ancêtres de Diana, Princesse de Galles.

### Mort
Richmond est mort à Portland Place, quartier de Marylebone, à Londres, en octobre 1860, à 69 ans. Il est remplacé dans le duché par son fils aîné, Charles. La duchesse de Richmond est décédée en mars 1874, âgée de 77 ans.